# Microstilbon burmeisteri
El colibrí de Burmeister, picaflor enano o coqueta serrana (Microstilbon burmeisteri), también denominado estrellita de Burmeister, es una especie de ave apodiforme de la familia Trochilidae —los colibríes—, la única perteneciente al género monotípico Mirostilbon. Es nativo de regiones andinas orientales del centro oeste de América del Sur.

## Distribución y hábitat
Se distribuye desde el centro y sur de Bolivia (desde el sureste de Cochabamba y oeste de Santa Cruz) hasta el noroeste de Argentina en las provincias de Salta, Jujuy, Tucumán, y Catamarca. Ocasionalmente se lo ha registrado más al sur, hasta las sierras de Córdoba en la provincia de Córdoba. Existen registros antiguos de las yungas de La Paz (en el noroeste de Bolivia).
El hábitat de este colibrí son las selvas húmedas de montaña, tropicales y subtropicales, en los distritos de la selva montana y del bosque montano de la provincia fitogeográfica de las Yungas. La altitud en la que vive va de 1100 m s. n. m. hasta 2600 m s. n. m., raramente hasta los 3000 m s. n. m. Es considerado generalmente bastante común, a pesar de difícil de ser visto debido a su pequeño tamaño, en laderas arbustivas, quebradas con matorrales de enredaderas y manchas de bosque caducifolio.

## Descripción
Es una de las aves más pequeñas que existen. El pico mide 15 mm, y es negruzco y levemente curvo. Una cinta blanca sobre las subcaudales une dos manchas blancas en los lados del cuerpo, ocultas bajo las alas plegadas. 
El macho mide unos 7 cm de longitud y pesa de 2 a 3 g. La cabeza, y todas sus partes superiores son de color verde brillante. Garganta verde y más abajo de color blanco-grisáceo, el cual en el pecho se cubre de puntos verdes. Bajo la base del pico, se desprenden a ambos lados largas plumas de color púrpura con irisaciones metálicas rosadas. En la base inferior de la cola, las plumas subcaudales son canelas. La cola es parda con las timoneras externas mucho más larga que las centrales, lo que le otorga una forma bifurcada.   
La hembra mide unos 6 cm y pesa poco más de 2 g. Sus partes superiores son de color verde brillante, el que toma un tono bronceado en la cabeza. Sus partes inferiores son de color acanelado. Una mancha auricular pardusca está delimitada hacia arriba y atrás por una línea clara y fina que partiendo del ojo se une al color del pecho. En la base inferior de la cola, las plumas subcaudales son canela oscuro. La cola mide 15 mm, y es canela con una banda subapical de color pardo. 

## Costumbres

### Alimentación
Se alimenta del néctar de una larga lista de plantas, destacando los géneros Erythrina, Nicotiana, Heliconia, Hibiscus, Citrus, y también de pequeños insectos.

### Nidificación
El nido lo construye sobre ramas dentro de matas densas. Forma una pequeña tacita con fibras vegetales, unidas con telas de araña, y revestida por líquenes.

## Sistemática

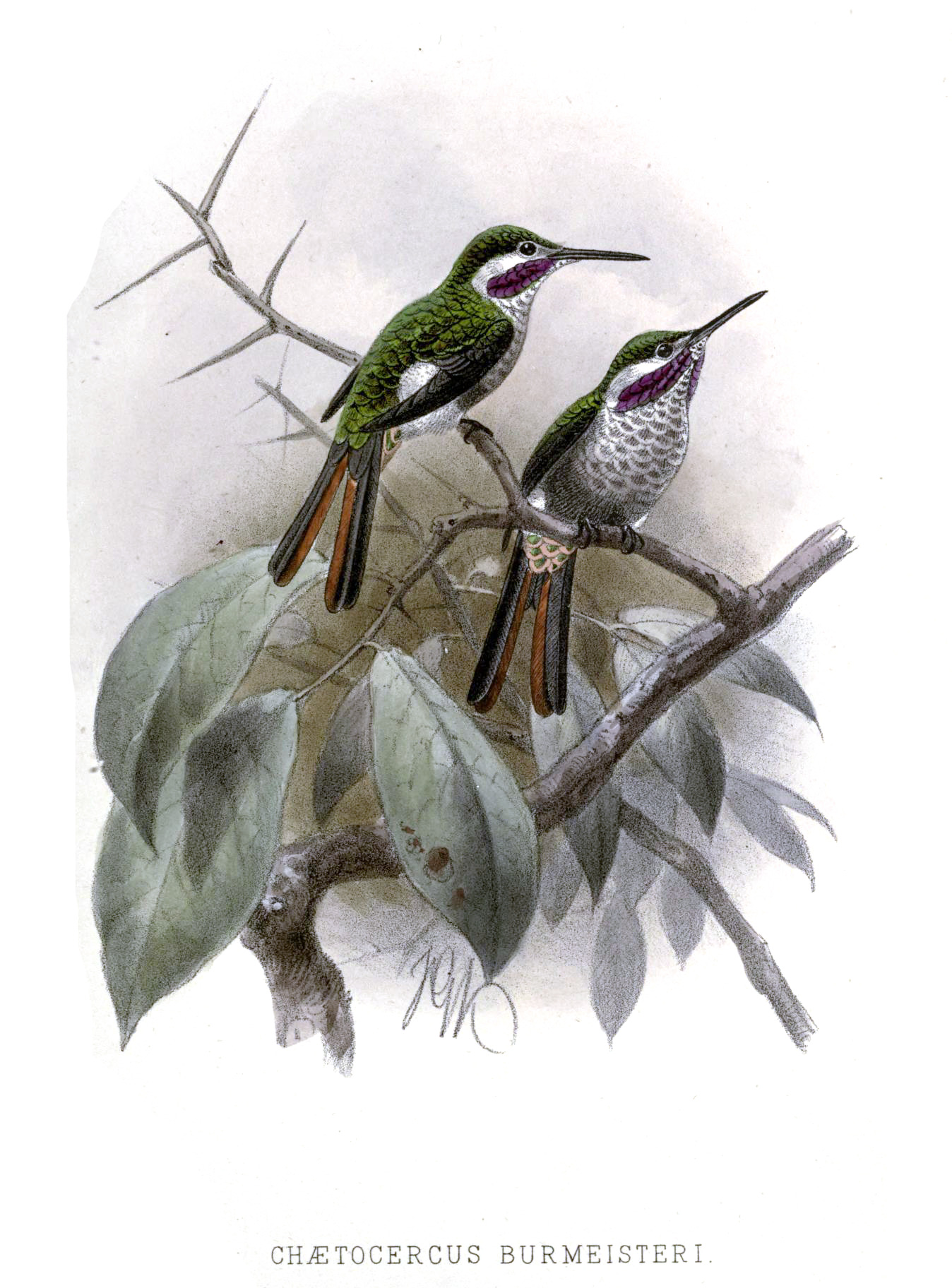
Chaetocercus burmeisteri, ilustración de Keulemans en Sclater Argentine Ornithology 2, 1889.

### Descripción original
La especie M. burmeisteri fue descrita por primera vez por el zoólogo británico Philip Lutley Sclater en 1887 bajo el nombre científico Chaetocercus burmeisteri; su localidad tipo es: «Tafí del Valle, Tucumán, Argentina».
El género Microstilbon fue propuesto por el ornitólogo estadounidense Walter Edmond Clyde Todd en 1913, con Microstilbon insperatus Todd, 1913 como especie tipo, en realidad un sinónimo posterior de Chaetocercus burmeisteri, la presente especie.

### Etimología
El nombre genérico masculino «Microstilbon» se compone de las palabras del griego «mikros» que significa ‘pequeño’, y «stilbōn» que significa ‘reluciente’; y el nombre de la especie «burmeisteri», conmemora al zoólogo germano argentino Carlos Germán Burmeister (1807–1892).

### Taxonomía
Las afinidades de esta especie son inciertas. Es monotípica.